# Pterolophia bigibbulosa
Pterolophia bigibbulosa là một loài bọ cánh cứng trong họ Cerambycidae.